# لويس ماكنيس
لويس ماكنيس (بالإنجليزية: Louis MacNeice)‏ (1907 - 1963)، هو شاعر وكاتب مسرحي بريطاني. كان عضوا في جماعة شعراء اوكسفورد(بالإنجليزية Auden Group) التي كانت تضم ويستن هيو أودن، لويس ماكنيس، سيسيل داي، وكريستوفر إشيروود.
توفي في لندن يوم 3 سبتمبر 1963 عن عمر 55 عاما.

## من مؤلفاته
- لعل قصيدته ذائعة الصيت (صلاةُ ما قبل الميلاد) من أهم ما كتب لويس ماكنيس. تتحدث القصيدة عن صلاوات طفلٍ لم يولد بعد، تحمل نبرة انتقاد وهجوم للعالم الحديث والرأسمالية وويلات الحروب. كتبها الشاعر في العام 1944 في لندن[4]، تُرجمت القصيدة إلى العربية بواسطة شريف بقنه. يقول ماكنيس فيها:

"إنّني لم أولدْ بعْدُ. واسِني.
أخشَى أنَّ الجنسَ البشريَّ
في سجونِهمُ المظلمةِ يحبسونني،
بمخدِّراتِهمُ القذِرةِ يُخدِّرونني، بالأكاذيبِ البيضاءِ يُغوونني،
في الصَّناديقِ السِّوداءِ يضعونني وفي حمَّاماتِ الدَّمِ يلقونني.
أنا لم أُولدْ بعْدُ. مُدَّني.
بالماءِ يُدلّلني، بالْعشبِ ينبُت حولي، بالأشجارِ تُحدّثُني،
بالسَّماءِ تُغنِّي لي وبضياءٍ في الطَّريقِ يُرْشدني.
أنا لمْ أولد بعْدُ. اغفرْ لي.
الخطايا يقترفُها العالمُ في رُوحي،
كلماتي عندما ينطقون بفَمي، أفكاري عندما
ينهبون رشادي، خيانتي يقترفُها الخونةُ خلفي،
حياتي عندما يُجهِزون عليها بيدِي،
مَماتي عندما يعيشون حياتي."

## روابط خارجية
- لويس ماكنيس على موقع IMDb (الإنجليزية)
- لويس ماكنيس على موقع الموسوعة البريطانية (الإنجليزية)
- لويس ماكنيس على موقع ميوزك برينز (الإنجليزية)
- لويس ماكنيس على موقع إن إن دي بي (الإنجليزية)
- لويس ماكنيس على موقع قاعدة بيانات الفيلم (الإنجليزية)